# Марк Инглис
Марк Джозеф Инглис е спортист (алпинист и велосипедист) с увреждания от Нова Зеландия.
Когато е на 23 години, краката му са ампутирани под коленете и въпреки това продължава да се занимава активно със спорт – алпинист, но също и параолимпийски велосипедист, писател, мотивационен говорител.

## Инцидент при връх Кук
Работи като планински спасител през 1979 г. в службата за района на връх Кук в Нова Зеландия. През 1982 г. Инглис и алпинистът Филип Дул започват изкачване на връх Кук. По време на изкачването са застигнати от силна снежна буря. Успяват да се скрият в снежна пещера, в която прекарват 13 дни, докато бурята отмине. Едва тогава стават възможни спасителни операции. След спасяването краката на Инглис са ампутирани под коленете, тъй като са измръзнали.

## Живот без крака
Инглис преодолява ампутацията и продължава да живее активно. За дейността си в помощ на хората с увреждания е награден с Новозеландския орден за заслуги ІV степен (Officer, ONZM).
На Параолимпийските игри в Сидни през 2000 г. Инглис участва като велосипедист и печели сребърен медал на 1000 м.
През 2002 г. Инглис успява да довърши изкачването от 1982 г. и покорява връх Кук.
Инглис създава и марката спортни напитки и гелове PeakFuel.

## Изкачване на Еверест
През 2006 г. Инглис предприема изкачване на връх Еверест. Успява да достигне върха на 15 май и става първия човек с 2 ампутирани крака, изкачил се на Еверест. По време на изкачването една от фибро-карбоновите му протези се чупи, но той успява да я ремонтира.
Успехът на Инглис е помрачен от смъртта на британския алпинист Дейвид Шарп. По пътя към върха Инглис и около 40 други алпинисти минават покрай пострадалия и продължават изкачването, без да се опитат да му помогнат и да го свалят до сигурен лагер. Шарп умира същия ден. Постъпката на Инглис и другите алпинисти е посрещната с неодобрение и порицана от прочутия му сънародник Едмънд Хилари – първия покорител на Еверест

## Книги от Марк Инглис
- „Не лошо постижение“ („No Mean Feat“) – описва инцидента на връх Кук, изкачването му през 2002 г. и параолимпизма
- Off The Front Foot – възгледи за положителните и отрицателните страни на живота
- „Крака на Еверест“ (Legs on Everest) – разказ за изкачването на Еверест

## Филми за Марк Инглис
- Everest: Beyond the Limit в  Internet Movie Database – документален мини сериал
- Dying for Everest в  Internet Movie Database – документален
- After the Climb в  Internet Movie Database – документален мини сериал